# Limba soninke
Limba soninke (în soninke: Sooninkanxanne) este o limbă mande vorbită de popoarele soninke din Africa. Limba are aproximativ 2.100.000 de vorbitori, localizați în principal în Mali și, de asemenea (în ordinea importanței numerice a comunităților) în Senegal, Coasta de Fildeș, Gambia, Mauritania, Guineea-Bissau, Guineea și Ghana. Aceasta se bucură de statutul de limbă națională în Mali, Senegal, Gambia și Mauritania. 
Limba este relativ omogenă, cu doar ușoare variații fonologice, lexicale și gramaticale. 
Din punct de vedere lingvistic, rudele sale cele mai apropiate sunt limba bozo, care este localizată în centrul deltei interioare a Nigerului. 
Este posibil ca limba poporului imraguen și dialectul nemadi să fie dialecte ale limbii soninke. 

## Fonologie

### Consoane
|           | Bilabială | Bilabială | Labială | Alveolară | Alveolară | Palatală | Palatală | Velară  | Velară  | Uvulară | Glotală |
| --------- | --------- | --------- | ------- | --------- | --------- | -------- | -------- | ------- | ------- | ------- | ------- |
| Oclusivă  | p p       | b b       |         | t t       | d d       |          |          | k k     | g ɡ     | q q     |         |
| Nazală    | m m       | m m       |         | n n       | n n       | ñ ɲ      | ñ ɲ      | ŋ ŋ     | ŋ ŋ     |         |         |
| Fricativă |           |           | f f     | s s       | s s       |          |          | x x ~ χ | x x ~ χ | x x ~ χ | h h     |
| Africată  |           |           |         |           |           | c t͡ʃ     | j d͡ʒ     |         |         |         |         |
| Vibrantă  |           |           |         | r r       | r r       |          |          |         |         |         |         |
| Laterală  |           |           |         | l l       | l l       |          |          |         |         |         |         |
| Sonantă   | w w       | w w       |         |           |           | y j      | y j      |         |         |         |         |

### Vocale
|             | Anterioare | Posterioare |
| ----------- | ---------- | ----------- |
| Închise     | i, iː      | u, uː       |
| Semiînchise | e, eː      | o, oː       |
| Deschise    | a, aː      |             |

Vocalele lungi se scriu dublu: aa, ee, ii, oo, uu . 